# Dana McKenzie
Dana McKenzie (* im 20. Jahrhundert) ist ein US-amerikanischer Schiedsrichter im American Football, der seit der Saison 2008 in der NFL tätig ist. Er trägt die Uniform mit der Nummer 8.

## Karriere
McKenzie startete seine NFL-Laufbahn als Head Linesman. Sein erstes Spiel, die Miami Dolphins gegen die New York Jets, war am 7. September 2008.
Er war im Schiedsrichtergespann beim Super Bowl XLIX im Jahr 2015 in der Crew unter der Leitung von Hauptschiedsrichter Bill Vinovich.

### Vorfall mit DeAngelo Hall
Am 28. Oktober 2012 wurde McKenzie als Head Linesman beim Spiel zwischen den Washington Redskins gegen die Pittsburgh Steelers eingesetzt. Zum Ende des vierten Viertels wurde Washington Cornerback DeAngelo Hall während des Spielzugs von Pittsburgh Wide Receiver Emmanuel Sanders zu Boden gebracht. Nach dem Spielzug stand Hall vom Boden auf, zog seinen Helm ab (ein Verstoß gegen NFL-Regeln) und näherte sich McKenzie, der von der Seitenlinie auf das Spielfeld kam. Hall reklamierte heftig in Richtung McKenzie gefoult worden zu sein, was McKenzie dazu brachte ein Foul gegenüber Hall anzuzeigen. Als McKenzie von Hall wegging, um Hauptschiedsrichter Pete Morelli das Foul zu melden, warf Hall sowohl ihn als auch Morelli weitere Kraftausdrücke entgegen, bevor er von Side Judge Don Carlson, Line Judge John Hussey und Teamkollegen weggezogen wurde. Halls Verhalten wurde mit zwei Fouls bewertet: zweimaliges „Unsportsmanlike Conduct“. Im Januar 2013 sollte McKenzie ursprünglich Teil des Schiedsrichtergespanns des Play-off-Spiels der Redskins gegen die Seattle Seahawks sein. Um einen möglichen Konflikt mit Hall zu vermeiden, wurde er vom Spiel abgezogen und stattdessen dem Wild Card-Spiel zwischen den Indianapolis Colts und den Baltimore Ravens zugewiesen.

## Privates
Sein Vater Dick McKenzie war ebenfalls Schiedsrichter in der NFL.